# 東方三博士の礼拝 (ボス、メトロポリタン美術館)
『東方三博士の礼拝』（とうほうさんはかせのれいはい、蘭: Aanbidding door de Wijzen、英: The Adoration of the Magi）は、初期ネーデルラント絵画の巨匠ヒエロニムス・ボスが1474年ごろ、板上に油彩と金箔で制作した絵画である。1912年には、ベルリンのフリードリヒ・リップマン (Friedrich Lippmann) 氏の所有であったが、1913年にニューヨークのメトロポリタン美術館に収蔵された。かつてドイツの美術史家マックス・ヤーコプ・フリードレンダー によりボスの真作ではないとされ、この作品の帰属は議論されてきたが、2016年にボス研究保存プロジェクト (Bosch Research and Conservation Project) は下絵の証拠に基づき、ボスに帰属した。オランダ美術史研究所では、まだボスの工房作、またはボス周辺の画家の作品であるとしている。

## 作品
本作の主題は、『新約聖書』中の「マタイによる福音書」第２章にある東方三博士の礼拝 (マギの礼拝)であり、誕生したばかりの幼子イエス・キリストに敬意を表し、贈り物をするために三人の王 (マギ) がやってくるという場面である。
作品の際立った特徴は線遠近法の効果的な利用であり、金箔をふんだんに用いていることであるが、金箔の使用はボスらしいことではない。用いられている顔料は、赤色レーキ、藍銅鉱、鉛錫黄 、黄土色などである。
人物の顔が繊細に描かれたこの静かな場面は、より名高い地獄の場面を描く以前のボスに典型的なものである。天使によって高く掲げられたカーテンのある舞台的な設定は、ボスの故郷の町スヘルトーヘンボスで上演されていた宗教劇の影響であるのかもしれない。15世紀末までに、3人のマギは彼らの異なる出身地を表すために明瞭に区別されていた。黒人の王は明らかに主役で、豪華な衣装を身に着けている。王冠の乗った羽付きのフェズ (fez) 帽を被り、金色のカラーと、トルコの湾曲した刀、宝石を象嵌した盾が付いている金色のベルトを身に着けている。